# Otto Konstantin Kaufmann

Otto Konstantin Kaufmann, 1965

Otto Konstantin Kaufmann (* 28. Februar 1914 in Zürich; † 24. März 1999 in Pully; heimatberechtigt in Zürich, Solothurn und Matzendorf) war ein Schweizer Jurist und Bundesrichter.

## Leben
Otto Konstantin Kaufmann, Sohn des Juristen und Politikers Josef Kaufmann und der Luise Auguste Marie, geborene Hellweg, widmete sich nach der Matura am Kantonalen Gymnasium in Zürich einem Studium der Rechte an den Universitäten Zürich und Rom, das er 1939 in Zürich mit der Promotion abschloss. 
Nach Ablegung des Zürcher Anwaltsexamens im Jahr 1942 und einer Privatdozentur an der Hochschule St. Gallen im Jahr 1945 verfolgte Kaufmann eine Weiterbildung an der Georgetown University sowie an der Yale University, die er 1948 mit dem Erwerb eines Master of Law absolvierte.
In der Folge bekleidete Kaufmann 1955 die ausserordentliche, ab 1956 die ordentliche Professur für privates und öffentliches Wirtschaftsrecht, sowie Steuer- und Verwaltungsrecht an der Hochschule St. Gallen. Zusätzlich hatte er dort von 1963 bis 1966 das Rektorat inne.
Am 8. Dezember 1965 erfolgte seine Wahl zum Mitglied des Bundesgerichtes. Dort war Kaufmann – er galt als Experte für Landwirtschafts- und Atomrecht – bis zu seinem Eintritt in den Ruhestand 1984 vertreten. Zudem füllte er in seinem letzten Berufsjahr die Präsidentschaft aus.
Otto Konstantin Kaufmann war ab 1951 mit der aus Berneck stammenden Carola Antonia Rübsam, Tochter des Karl Rudolf Rübsam, verheiratet. Sein Bruder war der römisch-katholische Theologe und Redakteur Ludwig Kaufmann. 

## Schriften (Auswahl)
- Die Haftungsverhältnisse in der schweizerischen Gesellschaft mit beschränkter Haftung. Sauerländer, Aarau 1940.
- Das neue ländliche Bodenrecht der Schweiz. Fehr, St. Gallen 1946.
- Die schweizerische Bundesverfassung. Rex, Luzern 1946.
- Das Recht auf Dividende: Antrittsrede. Fehr, St. Gallen 1947.
- Die landwirtschaftliche Entschuldung. Orell Füssli, Zürich 1947.
- Verwaltung und Justiz im hundertjährigen Eidgenössischen Bundesstaat. Orell Füssli, Zürich 1948.
- Die revidierten Wirtschaftsartikel der schweizerischen Bundesverfassung und das geltende Wirtschaftsrecht. Benziger, Einsiedeln/Zürich/Köln 1950.
- Grundstückgewinnsteuern im internationalen Steuerrecht: Die Entwicklung der bundesgerichtlichen Rechtsprechung unter Berücksichtigung der gewerbsmässigen Gewinne. Lausanne 1970.
- Die Sozialrechte in einer neuen Bundesverfassung. 1979.